# Mjölkfisk
Mjölkfisk (Chanos chanos) är en fiskart som först beskrevs av Forsskål, 1775.  Mjölkfisk ingår i släktet Chanos och familjen Chanidae. Inga underarter finns listade i Catalogue of Life.